# Ciclismo en ruta masculino en los Juegos Suramericanos de 2014
La prueba de Ruta Masculino de ciclismo en Santiago 2014 se llevó a cabo el 16 de marzo de 2014 en las calles de Santiago. Participaron en la prueba 45 ciclistas.

## Resultados
| Rank              | Nacionalidad | Triatleta             | Tiempo Total | Diferencia |
| ----------------- | ------------ | --------------------- | ------------ | ---------- |
| Medalla de oro    | Chile        | Gonzalo Garrido       | 04:19:32     |            |
| Medalla de plata  | Colombia     | Luis Laverde          | 04:19:32     | +0:00:00   |
| Medalla de bronce | Venezuela    | Jackson Rodríguez     | 04:19:32     | +0:00:00   |
| 4                 | Chile        | José Luis Rodríguez   | 04:22:40     | +0:03:08   |
| 5                 | Argentina    | Josué Moyano          | 04:22:52     | +0:03:20   |
| 6                 | Brasil       | William Chiarello     | 04:22:52     | +0:03:20   |
| 7                 | Venezuela    | Carlos José Ochoa     | 04:22:55     | +0:03:23   |
| 8                 | Colombia     | Brayan Ramírez        | 04:24:15     | +0:04:43   |
| 9                 | Colombia     | Weimar Roldán         | 04:24:15     | +0:04:43   |
| 10                | Ecuador      | Bayron Guama          | 04:24:15     | +0:04:43   |
| 11                | Ecuador      | Segundo Navarrete     | 04:25:01     | +0:05:29   |
| 12                | Venezuela    | Yonder Godoy          | 04:26:30     | +0:06:58   |
| 13                | Brasil       | João Pereira          | 04:26:30     | +0:06:58   |
| 14                | Colombia     | Fernando Gaviria      | 04:28:43     | +0:09:11   |
| 15                | Chile        | Carlos Oyarzún        | 04:28:43     | +0:09:11   |
| 16                | Bolivia      | Óscar Soliz           | 04:28:43     | +0:09:11   |
| 17                | Ecuador      | Jorge Luis Montenegro | 04:28:43     | +0:09:11   |
| 18                | Argentina    | Mauro Richeze         | 04:28:43     | +0:09:11   |
| 19                | Argentina    | Sergio Godoy          | 04:28:43     | +0:09:11   |
| 20                | Chile        | Adrián Alvarado       | 04:31:18     | +0:11:46   |
| 21                | Brasil       | Cristian da Rosa      | 04:32:27     | +0:12:55   |
| 22                | Venezuela    | Carlos Galviz         | 04:32:27     | +0:12:55   |
| 23                | Colombia     | Kevin Ríos            | 04:32:27     | +0:12:55   |
| 24                | Chile        | Patricio Almonacid    | 04:32:27     | +0:12:55   |
|                   | Brasil       | Murilo Ferraz         | NT           |            |
|                   | Uruguay      | Sixto Núñez           | NT           |            |
|                   | Bolivia      | Gilberto Zurita       | NT           |            |
|                   | Brasil       | Armando da Costa      | NT           |            |
|                   | Ecuador      | José Carlos Ragonessi | NT           |            |
|                   | Ecuador      | Carlos Quishpe        | NT           |            |
|                   | Argentina    | Leandro Messineo      | NT           |            |
|                   | Venezuela    | Honorio Machado       | NT           |            |
|                   | Colombia     | Carlos Urán           | NT           |            |
|                   | Uruguay      | Federico Moreira      | NT           |            |
|                   | Uruguay      | Gonzalo Moreira       | NT           |            |
|                   | Argentina    | Adrián Richeze        | NT           |            |
|                   | Argentina    | Facundo Lezica        | NT           |            |
|                   | Venezuela    | Yonnatha Monsalve     | NT           |            |
|                   | Bolivia      | Bacilo Ramos          | NT           |            |
|                   | Brasil       | Gideoni Monteiro      | NT           |            |
|                   | Chile        | Wolfgang Burmann      | NT           |            |
|                   | Ecuador      | Leonidas Novoa        | NT           |            |
|                   | Paraguay     | Victor Grange         | NT           |            |
|                   | Bolivia      | Juan Cotumba          | NT           |            |
|                   | Uruguay      | Alan Presa            | NT           |            |

NT: No termina